# Астурийская Википедия
Астури́йская Википе́дия (астур. Wikipedia n'asturianu до июня 2014 года — Uiquipedia n’asturianu) — раздел Википедии на астурийском языке.
Астурийская Википедия в настоящее время содержит 137 378 статей, 135 433 зарегистрированных пользователей, 9 администраторов. Общее количество страниц в астурийской Википедии — 244 343, правок — 4 380 792, мультимедийные файлы отсутствуют. Глубина (уровень развития языкового раздела) астурийского Википедии очень мала и составляет всего 10,9 пунктов.

## История
Создана 20 июля 2004 года. 2 августа 2004 года появилась первая статья — Zazaki. После этого начинается активной создание новых статей. Уже 9 августа статей было 100, 17 августа — 500, а 1 сентября 2004 года количество статей превысило 1000, а 27 ноября — 2000. В вопросе названий стран участники первое время руководствовались текстом Агентства по сотрудничеству в области развития Астурии (Agencia de Cooperación al Desarrollo de Asturias).
31 января 2005 года была создана 3000-я статья, а 2 декабря 2005 года — 4000-я. 8 июля 2006 года число статей превысило 5000. При этом в разделе насчитывалось свыше 300 зарегистрированных участников.
5 ноября 2006 года число статей достигло 6000, 24 декабря того же года — 7000, 21 марта 2007 года — 8000, а 7 сентября 2007 года — 9000. Наконец, 20 ноября 2007 года была написана 10000-я статья.
С 12 по 13 сентября 2014 года в Аудитории принца Фелипе в Овьедо, Испания, состоялась встреча и конференция, посвящённая 10-летию Астурийской Википедии.
В июне 2015 года вся Википедия была награждена Премией принцессы Астурийской за международное сотрудничество. При этом редакторы астурийского раздела просили по крайней мере упомянуть их и признать их труд по продвижению родного языка. На тот момент в разделе совершалось около 20 правок ежедневно, а количество статей составляло около 23000. Вместе с тем отмечалось, что благодаря присуждению награды активность в разделе в последующие дни значительно увеличилась, а многие люди узнали про его существование.
23 октября того же года, выступая в Астурийском парламенте в Овьедо, где проходила церемония награждения, Джимми Уэйлс высоко оценил работу астуриоязычных участников Википедии. Уэйлс и его коллеги по фонду Викимедия Лайла Третиков и Патрисио Лоренте призвали всех принять участие в редактировании Википедии. Тем же вечером члены Фонда Викимедиа провели встречу с участниками Википедии со всех уголков Испании, включая местное астурийское сообщество.

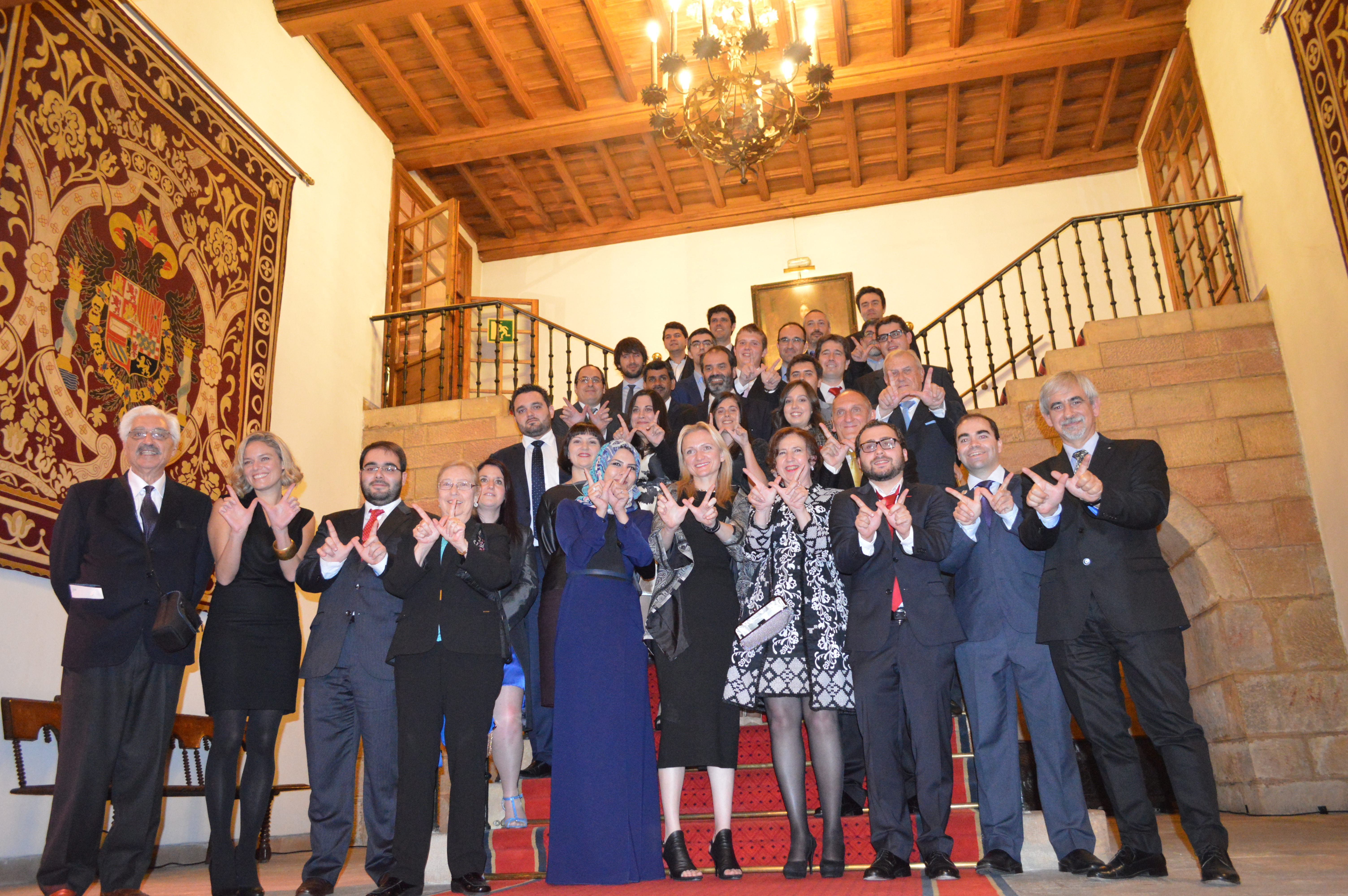
Команда астурийской Википедии посещает парламент Астурии
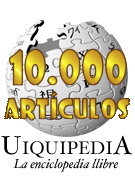
Логотип в честь 10-тысячной статьи
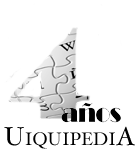
Праздничный логотип в честь 4-летия астурийской Википедии
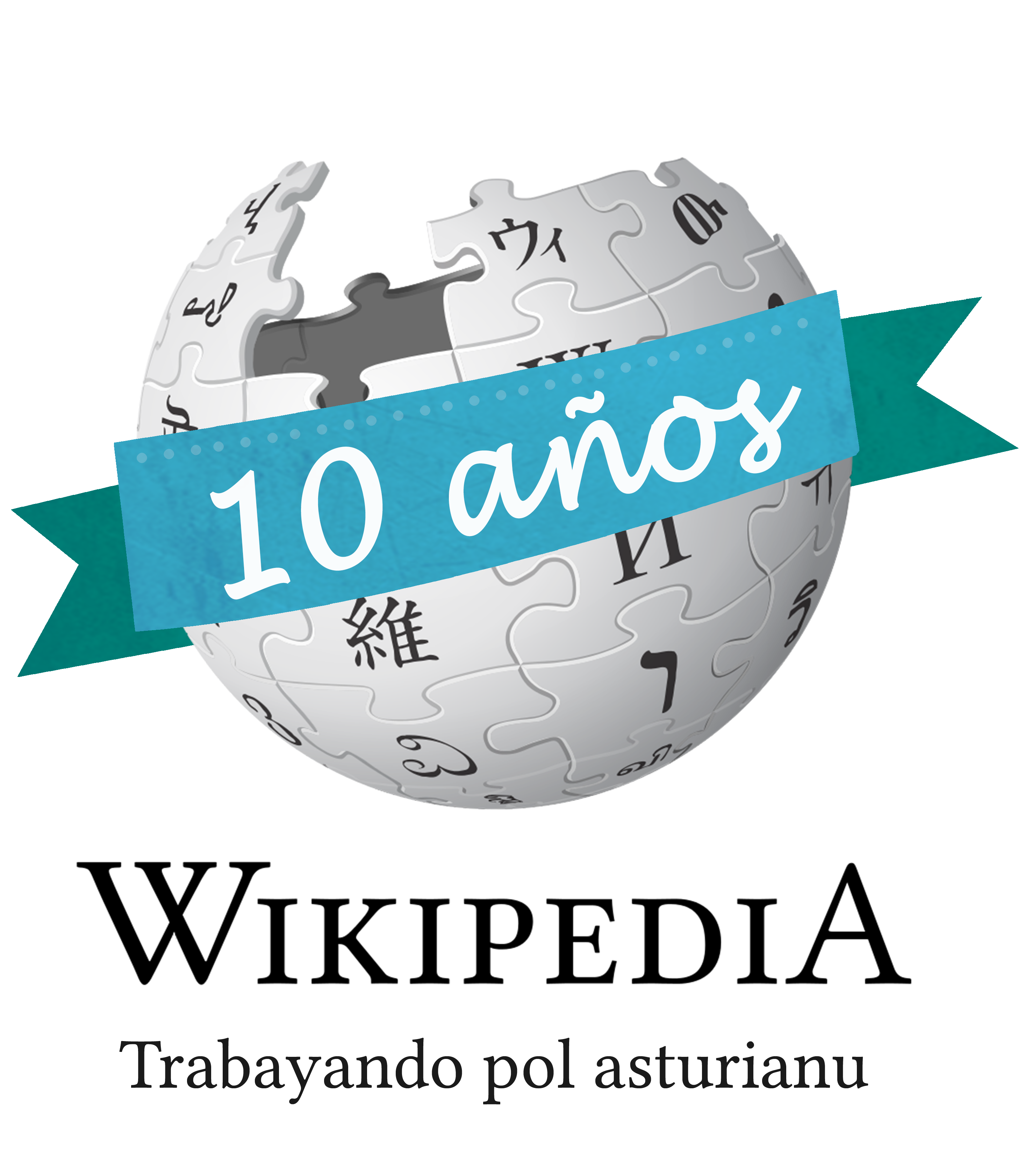
Праздничный логотип в честь 10-летия астурийской Википедии

## Ссылка
- Статистика астурийского Википедии на stats.wikimedia.org. (англ.)